# Irvine Robertson
Irvine Geale Robertson (Toronto, Ontario, 10 de juliol de 1882 – Ottawa, Ontario, 26 de febrer de 1956) va ser un remer canadenc que va competir a començaments del segle xx.
El 1908 va prendre part en els Jocs Olímpics de Londres, on guanyà la medalla de bronze en la competició del vuit amb timoner del programa de rem.